# نقابة أطباء السودان
نقابة أطباء السودان يشار إليها أحيانًا أيضًا باسم نقابة الأطباء السودانيين، نقابة أطباء السودان أو نقابة الأطباء السودانيين، هي جمعية مهنية للأطباء السودانيين. وقد شاركت بنشاط في التصدي للتحديات التي يواجهها قطاع الرعاية الصحية في السودان. وتوثق النقابة القتلى والجرحى خلال الصراعات السودانية، وتعرض أعضائهم لإطلاق النار، والتعذيب، والاختطاف من قبل الحكومة والقوات المسلحة في السودان.
وطالبت النقابة بدعم دولي بسبب انهيار قطاع الصحة العام ونقص الخدمات العامة في المرافق العامة. وأكدت النقابة أن الأطباء تحملوا وطأة انهيار النظام الصحي، وقاموا بعدة إضرابات عامة للمطالبة بتحسين النظام الصحي وظروف عمل الأطباء في السودان.
كما شاركت النقابة في تقديم المساعدات الطبية والمالية للمتظاهرين الجرحى خلال فترات الاضطرابات المدنية. إلا أن ذلك أدى إلى اعتقال بعض أعضاء النقابة. في خضم صراع 2023 في السودان، شن مستخدمو وسائل التواصل الاجتماعي المؤثرون المؤيدون للقوات المسلحة السودانية هجومًا على نقابة الأطباء السودانيين. وزعموا خطأً أن النقابة منحازة لقوات الدعم السريع. شكلت هذه الادعاءات التي لا أساس لها تهديدًا لمكانة وأمن العاملين في مجال الرعاية الصحية. وعلى الرغم من هذه التحديات، تواصل النقابة الدعوة إلى تحسين قطاع الرعاية الصحية وظروف عمل الأطباء في السودان.
جمعية الأطباء السودانيين في قطر، التي افتتحت خط مساعدة خلال يومين من بدء الحرب في السودان (2023)، تضم 136 طبيبًا من أكثر من 36 تخصصًا.